# Glenea arithmetica
Glenea arithmetica là một loài bọ cánh cứng trong họ Cerambycidae.